# Nowotitarowskaja
Nowotitarowskaja (ros. Новотитаровская) – stanica w Rosji, w Kraju Krasnodarskim, w rejonie dińskim. W 2010 liczyła 24 754 mieszkańców.